# Am Schönblick 9

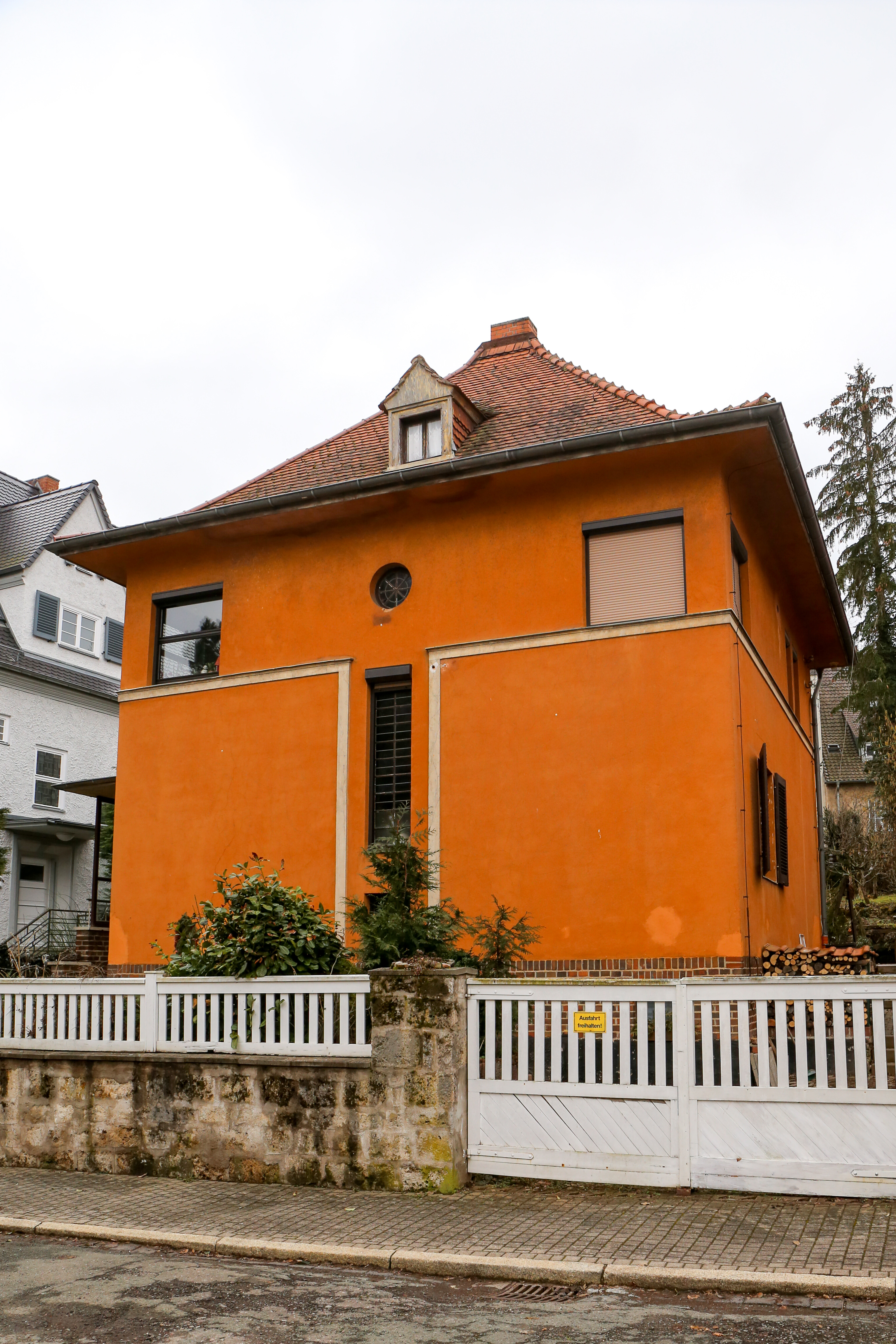
Am Schönblick 9, Weimar

Das Haus Am Schönblick 9 ist ein 1928 erbautes Einfamilienhaus in Weimar.
Auftraggeber war der Bankprokurist Rudolf Meisch. Entworfen wurde es von dem Architekten Ernst Flemming. Ausgehend von einer konventionellen Bauform, die er oft anwandte, verfremdete er sie durch die Ergänzung moderner Gestaltungselemente. So zeigt sich das Gebäude mit einer weitgehend geschlossenen Straßenfassade, die nur durch ein sichtbares Fensterband mit quadratischem Unterlicht im Untergeschoss und einem Rundfenster im Obergeschoss durchbrochen wird. Die würfelförmige Gesamtstruktur wird lediglich durch die Kragplatte an der Ostseite des Hauses abgewandelt. Der Putz ist ziegelrot gefärbt, der im Kontrast zum Grauweiß der Werksteinpartien des Sockelbereichs steht. Es besitzt ein ziegelgedecktes Zeltdach mit Dachgauben. Die geringe Anzahl der Fenster an der an der Nordseite befindlichen Straßenfront erklärt sich aus der Ausrichtung des Hauses nach Süden zum Garten hin. Die bauzeitliche Raumstruktur und das originale Parkett blieben weitgehend erhalten.
Das Gebäude steht auf der Liste der Kulturdenkmale in Weimar (Einzeldenkmale).